# Joaquín de Agüero Airport
Joaquín de Agüero Airport är en flygplats i Kuba.   Den ligger i provinsen Provincia de Camagüey, i den östra delen av landet, 600 km öster om huvudstaden Havanna. Joaquín de Agüero Airport ligger 2 meter över havet.
Terrängen runt Joaquín de Agüero Airport är mycket platt. Havet är nära Joaquín de Agüero Airport åt nordost. Runt Joaquín de Agüero Airport är det ganska glesbefolkat, med 28 invånare per kvadratkilometer. I omgivningarna runt Joaquín de Agüero Airport växer i huvudsak städsegrön lövskog.